# Lewis W. Green
Lewis Warner Green (Danville, 28 de enero de 1806-Danville, 26 de mayo de 1863) fue un ministro, educador y administrador académico presbiteriano estadounidense. Fue presidente del Hampden-Sydney College, la Universidad de Transylvania y el Centre College durante varios periodos entre 1849 y 1863.
Nacido en Danville, bautizado en Versailles y educado en el condado de Woodford, Green se matriculó en la Universidad de Transylvania, pero se trasladó a Centre College para completar su educación. Se graduó en 1824 como uno de los dos miembros de la primera clase de graduados de la escuela. Se matriculó en el Seminario Teológico de Princeton en 1831, pero regresó a Kentucky en 1832 antes de graduarse. Después de un año como profesor en Hanover College, regresó a Centre en 1839. Luego se fue de nuevo al año siguiente para un puesto en el Seminario Teológico Occidental en Pensilvania, donde pasó seis años. Luego fue a Baltimore para predicar a tiempo completo, aunque renunció después de poco más de un año y medio debido a problemas de salud.
Green fue elegido presidente del Hampden-Sydney College en enero de 1849. Fue reclutado por numerosas otras instituciones después de su mandato de ocho años. Entre estas instituciones estaba Transylvania, que lo reclutó para su presidencia poco después del establecimiento de una escuela normal por la Asamblea General de Kentucky. El proyecto de ley que creó la escuela normal fue derogado después de un año y medio y renunció a fines de 1857. Green fue elegido presidente del Centre College ese año y asumió el cargo en enero de 1858. Después de dirigir la escuela hasta el comienzo de la guerra de Secesión, murió en el cargo en 1863 a causa de una enfermedad que contrajo después de ayudar a soldados heridos. Fue enterrado en el cementerio Bellevue de Danville. Fue miembro de la familia política Stevenson a través del matrimonio de su hija; Como resultado, fue el suegro del vicepresidente Adlai Stevenson I, el bisabuelo del gobernador de Illinois Adlai Stevenson II y el tatarabuelo del senador Adlai Stevenson III.

## Primeros años de vida y educación
Lewis Warner Green nació el 28 de enero de 1806 en Danville (Kentucky), el duodécimo y más joven hijo de Willis Green y Sarah Reed. Lewis quedó huérfano de pequeño (su padre murió cuando él tenía cinco años y su madre murió dos años después) y después vivió con su hermano mayor.  Su primera educación fue en latín y griego y comenzó a asistir a una escuela clásica dirigida por Louis Marshall en el condado de Woodford (Kentucky), a la edad de trece años. Fue bautizado en la Iglesia Presbiteriana Pisgah en Versailles (Kentucky), en marzo de 1820 junto con su hermano Willis. Lewis enfermó gravemente con fiebre durante varias semanas durante su segundo año en la escuela. En un momento dado, solo se le dio una pequeña posibilidad de supervivencia, aunque finalmente se recuperó. Posteriormente, Green ingresó a la Universidad de Transylvania y completó los cursos hasta su tercer año, pero se transfirió en 1822 a Centre College debido a la falta de apoyo de los presbiterianos de Kentucky para el presidente de Transylvania, Horace Holley. Se graduó de Centre en 1824, convirtiéndose en uno de los dos miembros de la primera clase de graduados de la escuela. Green se interesó brevemente en derecho y medicina después de su graduación, estudiando el primero con su hermano, John, y el segundo con el médico Ephraim McDowell, cada uno por un corto tiempo. Green continuó estudiando el idioma hebreo en Yale College y se matriculó en el Seminario Teológico de Princeton en 1831, donde fue compañero de clase de Henry Augustus Boardman. No obtuvo un título de ninguna de las instituciones ya que las abandonó al ser elegido para enseñar en Centre.

## Carrera

### Profesor y pastor en Danville
Green tuvo su primera oportunidad de entrar en el mundo académico cuando fue elegido profesor de griego en el Centre College en agosto de 1831, aunque declinó la plaza para estudiar en Princeton, donde acababa de matricularse. Regresó a su alma mater en agosto de 1832, cuando fue elegido profesor de economía política y bellas letras. Obtuvo su licencia como predicador el 4 de octubre de 1833 en la Iglesia Harmony en el condado de Garrard, Kentucky, y posteriormente predicó en Danville, sus alrededores o en otros lugares de Kentucky casi todos los domingos. En agosto de 1834, algunos meses después de su matrimonio con Mary Lawrence, obtuvo una excedencia laboral de dos años de Centre y navegó con su esposa de Nueva York a Liverpool para aprender más sobre el ministerio y mejorar sus habilidades en él; llegaron el 15 de septiembre de 1834. La pareja pasó dos semanas en Londres antes de viajar a Berlín, y Green escuchó conferencias de August Neander y Ernst Wilhelm Hengstenberg. A mediados de 1835 viajaron por Alemania y Suiza y Green pasó el invierno siguiente en Haale estudiando con August Tholuck, Karl Ullmann y Wilhelm Gesenius. Posteriormente, la pareja viajó a Bonn y París antes de regresar a los Estados Unidos en algún momento después de diciembre de 1835.
A Green se le ofreció el pastorado de la Iglesia Presbiteriana de Shelbyville (Kentucky), después de predicar un sermón allí en 1837, aunque declinó para permanecer en Centre. Al año siguiente, fue elegido por el Sínodo de Kentucky para enseñar literatura oriental y bíblica en el seminario teológico de Hanover College, y se mudó a Hanover (Indiana), para aceptar el nuevo trabajo. Poco después de comenzar allí, se le ofreció la presidencia de la Universidad de Transylvania en Lexington (Kentucky), en un esfuerzo por parte de la escuela para que un presbiteriano regresara al cargo, aunque Green declinó para evitar un impacto negativo en Danville y su estatus como el centro de facto de la iglesia en Kentucky. Tras el año académico 1838-1839, dejó Hanover y regresó a Danville. A su llegada, fue elegido vicepresidente del Centre College y retomó sus antiguos puestos como profesor de economía política y bellas letras . También se convirtió en co-pastor de la Primera Iglesia Presbiteriana de Danville junto con el presidente del Centre, John C. Young.

### Mudanza a Pensilvania y trabajo pastoral en Baltimore
En mayo de 1840, Green fue llamado fuera de Kentucky una vez más después de que la Asamblea General Presbiteriana lo nombrara por unanimidad profesor de literatura oriental y crítica bíblica en el Seminario Teológico Occidental, por recomendación de Charles Stewart Todd. Alrededor de este tiempo, en medio de su mudanza de Kentucky, un estado esclavista, a Pensilvania, un estado libre, manumitió a las 25 a 30 personas que tenía como esclavos, que técnicamente eran propiedad de su esposa como herencia. Originalmente planeó enviarlos a Liberia con la ayuda de la American Colonization Society, pero cuando no estaban dispuestos a ir, Green los liberó y les permitió permanecer en los Estados Unidos. El mismo año, recibió un doctorado honorario en divinidad del Centro y dio un discurso inaugural en Pittsburgh; El discurso tuvo una buena acogida y recibió invitaciones para hablar en el Jefferson College, el Lafayette College y la Universidad Miami durante los años siguientes. Renunció a su puesto de profesor en Pittsburgh en octubre de 1846, fecha que entró en vigor en febrero de 1847. Posteriormente, se mudó a Baltimore, Maryland, para dedicarse a la predicación a tiempo completo en la Segunda Iglesia Presbiteriana. Poco después de su llegada, enfermó y se debilitó, lo que lo llevó a recusarse del puesto por un tiempo. Finalmente, renunció a su cargo el 10 de octubre de 1848.

### Presidente del Hampden-Sydney College
A mediados de 1848, Green fue invitado a hablar en el Hampden-Sydney College; en ese momento, los fideicomisarios lo estaban considerando para la presidencia de la escuela, que había quedado vacante por Patrick J. Sparrow en 1847. El 1 de junio, fue elegido por unanimidad para el cargo. Comenzó sus funciones como presidente cerca del inicio del año académico y sucedió formalmente al presidente interino Charles Martin en su investidura el 10 de enero de 1849. En un discurso ante la junta directiva, pidió que la escuela ampliara sus bibliotecas y asegurara y conservara profesores como sus objetivos principales e inmediatos. También promovió el concepto del desarrollo «del Hombre integral», según el historiador de Hampden-Sydney, John Brinkley, como una forma de hacer campaña para que la universidad priorizara la formación integral de los estudiantes. A pesar de asumir el cargo aún con problemas de salud —según Brinkley, Green le dijo a un amigo antes de asumir la presidencia que «había venido a la universidad a morir» —, se recuperó rápidamente y volvió a predicar por toda Virginia, incluyendo las capillas de la iglesia de Hampden-Sydney College y la del Seminario Teológico. Durante su permanencia en Hampden-Sydney, tanto la matrícula como las finanzas de la escuela aumentaron. La matrícula saltó de 27 estudiantes a 100 después de su primer año y a 145 el año siguiente. La dotación de la escuela había aumentado en $80,000 (equivalente a $2713000 actualmente) cuando dejó el cargo. Además, pasó vacaciones y tiempo fuera de la universidad reclutando estudiantes potenciales y asegurando aumentos adicionales en la financiación. Durante la presidencia de Green, un desacuerdo entre el cuerpo docente de la Escuela de Medicina de Richmond (ahora el Centro Médico de la VCU) y la Junta de Síndicos de Hampden-Sydney, que los supervisaba, resultó en que la Facultad de Medicina se convirtiera efectivamente en una institución independiente.
Las responsabilidades docentes de Green se centraban principalmente en las clases para estudiantes de cuarto año e incluían materias como evidencias del cristianismo, filosofía mental y moral, economía política, sociología (entonces llamada «historia y filosofía del progreso social»; John Brinkley escribió que Green fue un «pionero estadounidense» en la enseñanza de esta materia), filosofía matemática, agroquímica, geología y filosofía griega. Fue un profesor y predicador popular entre los estudiantes. Al igual que gran parte del profesorado, era miembro de una sociedad literaria y participaba en sus debates.
Al igual que durante el pastorado de Green en Baltimore, el liderazgo del Jefferson College, en Canonsburg (Pensilvania), lo contactó en un intento de reclutarlo para su presidencia, aunque rechazó la oferta nuevamente; también rechazó una oferta para regresar a Danville como pastor de la Primera Iglesia Presbiteriana. Esto se convirtió en un tema de su tiempo en Hampden-Sydney. El Sínodo de Kentucky lo eligió para tomar una cátedra en el Seminario Teológico de New Albany en 1850, fue reelegido para su puesto anterior en el Seminario Allegheny en 1853, y fue la opción prospectiva para la cátedra inaugural de literatura bíblica en el nuevo Seminario Teológico de Danville en 1854. Rechazó todas estas ofertas. La excepción llegó en 1856 cuando la Universidad de Transylvania eligió a Green para su presidencia. Viajó a Lexington para ver la universidad y fue recibido con entusiasmo. La junta directiva de Hampden-Sydney no logró convencerlo de quedarse —una estrategia consistía en proponer un aumento salarial del 50% — y renunció a la presidencia de Hampden-Sydney a su regreso a Virginia. La renuncia entró en vigor el 1 de septiembre de 1856, cuatro días antes del inicio del siguiente semestre académico, para entonces ya se había trasladado a Lexington. Albert L. Holladay lo sucedió como presidente, pero falleció antes de que pudiera asumir el cargo. Como resultado, John M. P. Atkinson asumió el cargo.

### Regreso a Kentucky: Transilvania y Centre
Green llegó a Transilvania en medio de un cambio importante en la escuela. En marzo de 1856, la Asamblea General de Kentucky aprobó una ley que reorganizó Transilvania, estableció allí una escuela normal y le otorgó a la universidad una nueva junta directiva. Fue el primer presidente permanente de la escuela desde la renuncia de Henry Bidleman Bascom en 1849. Su predecesor directo fue el profesor James B. Dodd, quien se había desempeñado como presidente interino desde entonces. Cuando la escuela normal abrió en septiembre de 1856, tenía una matrícula de alrededor de ochenta estudiantes, y convirtió a Kentucky en el octavo estado con una escuela de este tipo. Green asumió la presidencia el 18 de noviembre de 1856. En sus primeros meses, lideró una campaña en apoyo del movimiento por la Templanza. Terminó su primer año en Transylvania el 24 de junio de 1857, y la gran multitud presente en la ceremonia de graduación ese día fue vista por la prensa local como una señal prometedora de que la escuela podría estar dejando atrás sus recientes dificultades. Durante este primer año, los departamentos académicos existentes de Transylvania se mantuvieron a través de la reorganización y la asistencia se mantuvo nivelada con 170 estudiantes en total, incluidos 72 en la escuela normal, matriculados para comenzar el año académico 1857-1858. Esto cambió durante la siguiente sesión de invierno de la Asamblea General, durante la cual el proyecto de ley que había establecido la escuela normal fue derogado por una gran mayoría. La derogación entró en vigor el 15 de junio de 1858. Esta decisión fue condenada por muchos en el campus y por el superintendente de educación de Kentucky, quien comentó que la medida resultaría en un retroceso de un cuarto de siglo para la educación pública del estado. El favoritismo en la selección de estudiantes y la apropiación ilegal de fondos para la escuela normal con cargo al presupuesto de la universidad en general fueron algunos de los argumentos que llevaron a la derogación en la legislatura. Dado que la escuela normal, ahora disuelta, era una de las principales razones por las que Green había ido a Transilvania, renunció a fines de 1857 y dejó formalmente el cargo el 1 de enero de 1858. Fue sucedido por Abraham Drake.
Green fue elegido presidente del Centre College el 6 de agosto de 1857 y asumió oficialmente el cargo el 1 de enero de 1858, sucediendo a John C. Young. Dio su discurso inaugural el 14 de octubre de 1858 en Lebanon (Kentucky), en una reunión del Sínodo de Kentucky. En abril, fue nombrado co-pastor de la Segunda Iglesia Presbiteriana de Danville junto con Alfred Ryers. Ocupó este puesto hasta que el edificio de la iglesia fue destruido en un incendio y la congregación se fusionó con la de la Primera Iglesia Presbiteriana. Incluso entonces, predicó en esa iglesia cada dos domingos a pesar de no ser su pastor. Al escribirle a un amigo cerca del comienzo de su mandato, consideró un plan para retirarse después de seis años en el puesto, con el objetivo de traer 300 nuevos estudiantes a Centre. La matriculación disminuyó drásticamente a partir de 1861 debido a la guerra de Secesión y la proximidad de los combates a Centre; Los 172 estudiantes de la escuela antes de la guerra se habían reducido a 57 después de dos años. Los soldados confederados ocuparon varios edificios del campus a partir del 27 de septiembre de 1862. El 9 de octubre, el día después de la batalla de Perryville tuvo lugar a sunas 12 millas (20 km) del Centre, solo había seis estudiantes en el campus y el profesorado decidió suspender las clases y las operaciones de la universidad. La universidad no reabrió hasta el 27 de octubre. Las clases se impartieron en la nueva biblioteca, un proyecto completado a principios de ese año, ya que Old Centre, el edificio principal de la universidad, seguía ocupado y se utilizaba, en parte, como hospital. En un momento dado, casi 3500 soldados de la Unión estuvieron destinados en Danville. La capacidad de Old Centre como hospital era de alrededor de 150 y las salas que funcionaban como tales no estaban separadas físicamente de las partes del edificio relacionadas con las operaciones de la universidad; algunos estudiantes tuvieron que pasar por autopsias en curso de camino a la oficina de un profesor. Durante este tiempo, Green continuó predicando y dando clases en lugar de varios profesores ausentes, aunque no sin algunos problemas físicos causados por el exceso de trabajo, su sistema inmunológico debilitado y las condiciones en Centre durante la guerra.

## Vida personal y muerte

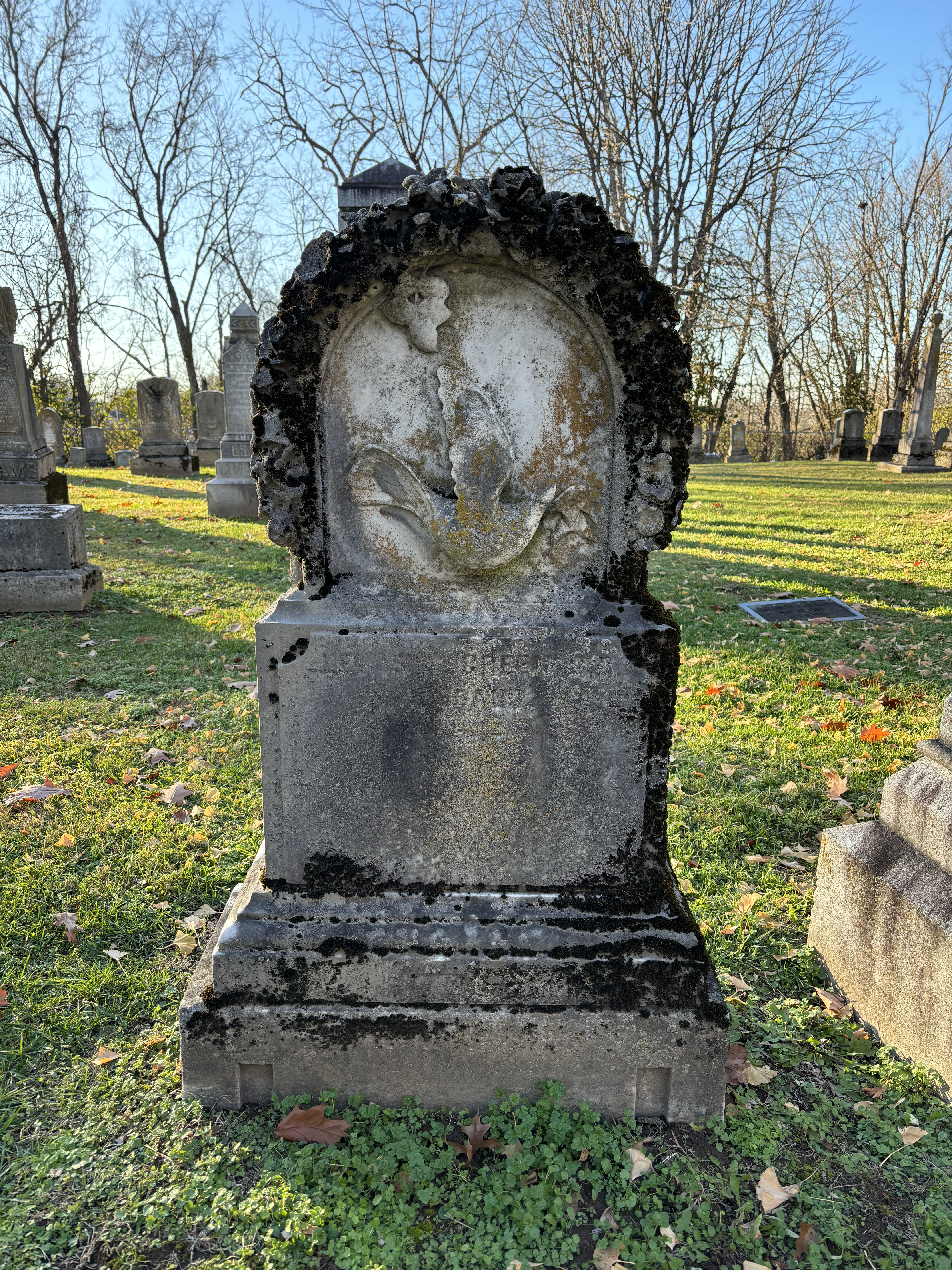
La tumba de Green en el cementerio Bellevue en Danville.

Green se casó con Eliza J. Montgomery, hija del congresista Thomas Montgomery, en febrero de 1827. En el momento de su matrimonio, Montgomery sufría una «etapa avanzada» de tuberculosis, según el biógrafo Leroy Halsey, y la pareja estuvo casada durante poco más de dos años antes de que ella falleciera en 1829. La pareja vivió en la granja familiar de Eliza antes de su muerte. Se volvió a casar el 9 de abril de 1834 con Mary Fry Lawrence, con quien tuvo dos hijos. Algún tiempo después de regresar a Kentucky tras su mandato en Hampden-Sydney, Green aumentó su fuerza laboral esclavizada; mantuvo a diez personas como esclavas durante su tiempo como presidente del Centro. Green era miembro de la familia Stevenson a través del matrimonio de su hija, Letitia, con Adlai Stevenson I, más tarde vicepresidente de los Estados Unidos. Como resultado, fue bisabuelo del gobernador de Illinois Adlai Stevenson II y tatarabuelo del senador Adlai Stevenson III. El nieto de Green, Lewis Green Stevenson, recibió su nombre en su honor.
Green contrajo una enfermedad a finales de mayo de 1863 tras atender a soldados enfermos y heridos. Un período de cinco días de enfermedad incluyó escalofríos, delírium, parálisis y, finalmente, pérdida del conocimiento. Durante todo el proceso, Green sufrió una «agonía extrema», según Halsey. Falleció como consecuencia de ello el 26 de mayo de 1863. Fue enterrado en el cementerio Bellevue de Danville, Kentucky. Fue el segundo presidente consecutivo del Centre College en morir en el cargo, al igual que Young. Green fue sucedido en el cargo por William L. Breckinridge.